# محسن کائیدی
محسن کائیدی پرتابگر عضو تیم ملی دو و میدانی ایران می‌باشد. وی در مهر سال ۱۳۹۹ اعلام کرد تابعیت ترکیه را دریافت کرده و از این پس با پرچم این کشور در مسابقات شرکت خواهد کرد.

## زندگی‌نامه
محسن کائیدی در شهرستان پلدختر در استان لرستان به دنیا آمد.
وی دوران کمی از کودکی خود را در این شهر گذراند.
بعد از مدتی به همراه خانواده خود به شهر خرم‌آباد مهاجرت کرده و در آنجا ساکن شدند.

## قهرمانی در پارالمپیک
در بازیهای پارالمپیک تابستانی ۲۰۱۲ در شهر لندن شهریور ۱۳۹۱ شرکت نمود. در مسابقات پرتاب وزنه با پرتابی به میزان ۱۲ متر و ۹۴ سانتیمتر پس از ورزشکاری از مراکش گردن‌آویز نقره را از آن خود کرد. همچنین در مسابقات پرتاب نیزه با شکستن رکورد جهان و پارالمپیک موفق به کسب نشان طلا گردید.